# Фелльбах
Фелльбах (нім. Fellbach) — місто в Німеччині, знаходиться в землі Баден-Вюртемберг. Підпорядковується адміністративному округу Штутгарт. Входить до складу району Ремс-Мур.
Площа — 27,70 км2. Населення становить 45 430 ос. (станом на 31 грудня 2020).